# Saint-Jean-du-Falga
Saint-Jean-du-Falga é uma comuna francesa na região administrativa de Occitânia, no departamento de Ariège. Estende-se por uma área de 4,03 km². Em 2010 a comuna tinha 2 925 habitantes (densidade: 725,8 hab./km²).